# Poison (レベッカのアルバム)
『Poison』（ポイズン）は、レベッカの6枚目のオリジナル・アルバムである。

## 背景
前作『TIME』から約1年ぶりにリリースされたアルバムで、レベッカがイメージキャラクターを務めたSONYのミニコンポ「Liberty」のCMソングに使用された「NERVOUS BUT GLAMOROUS」をはじめ、翌年にシングルカットされた「MOON」を含めた全10曲が収録されている。

## リリース
1987年11月28日にCBS・ソニーのFITZBEATレーベルからLPとCD、カセットの3形態でリリースされた。
1994年11月2日にKi/oon Sony RecordsのFITZBEATレーベルから、CDのみで再リリースされた。この盤のみ、CDケースが左開きになっている。
2007年9月19日にSony Music DirectのGT musicレーベルから、リマスターされたCDに紙ジャケット仕様で完全生産限定盤として、2013年2月20日にBlu-spec CD2としてリリースされた。

## 批評
| 専門評論家によるレビュー | 専門評論家によるレビュー |
| レビュー・スコア         | レビュー・スコア         |
| 出典                     | 評価                     |
| ------------------------ | ------------------------ |
| CDジャーナル             | 肯定的                   |

CDジャーナルは、アルバムの内容に関して「スリルは減ったけど、たくましい落ちつきが出てきた」と指摘したうえで、サウンド面では「ハード・ナンバーからバラードまでが楽しめる、唯一無二のポップ・センスが遺憾なく発揮されている」「自信に満ちたバンドとしての存在感が、キャッチーの曲作りとハードなサウンド・アプローチとノッコという超個性のバランスを手堅く取ってしまった。言いたいことが実によくわかる等身大のロック故だ」といずれも肯定的な評価を下している。

## 記録
このアルバムで第2回『日本ゴールドディスク大賞』“THE BEST ALBUM OF THE YEAR”邦楽 ロック・フォーク（グループ）部門を受賞した。

## 収録曲

### LP, カセット
| 全作詞: NOKKO（#5を除く）、全作曲: 土橋安騎夫、全編曲: レベッカ。 |                                |                    |            |      |
| #                                                                 | タイトル                       | 作詞               | 作曲・編曲 | 時間 |
| 1.                                                                | 「POISON MIND」                | NOKKO （#5を除く） | 土橋安騎夫 | 4:44 |
| 2.                                                                | 「MOON」                       | NOKKO （#5を除く） | 土橋安騎夫 | 4:45 |
| 3.                                                                | 「真夏の雨」                   | NOKKO （#5を除く） | 土橋安騎夫 | 6:32 |
| 4.                                                                | 「TENSION LIVING WITH MUSCLE」 | NOKKO （#5を除く） | 土橋安騎夫 | 4:53 |
| 5.                                                                | 「DEAD SLEEP」(Instrumental)   | NOKKO （#5を除く） | 土橋安騎夫 | 3:55 |
| 合計時間:                                                         | 合計時間:                      | 24:49              |            |      |

| 全作詞: NOKKO、全作曲: 土橋安騎夫、全編曲: レベッカ。 |                                |       |            |      |
| #                                                     | タイトル                       | 作詞  | 作曲・編曲 | 時間 |
| 1.                                                    | 「KILLING ME WITH YOUR VOICE」 | NOKKO | 土橋安騎夫 | 5:07 |
| 2.                                                    | 「NERVOUS BUT GLAMOROUS」      | NOKKO | 土橋安騎夫 | 4:42 |
| 3.                                                    | 「CHERRY SHUFFLE」             | NOKKO | 土橋安騎夫 | 4:30 |
| 4.                                                    | 「TROUBLE OF LOVE」            | NOKKO | 土橋安騎夫 | 4:22 |
| 5.                                                    | 「OLIVE」                      | NOKKO | 土橋安騎夫 | 5:38 |
| 合計時間:                                             | 合計時間:                      | 24:19 |            |      |

### CD
| 全作詞: NOKKO（#5を除く）、全作曲: 土橋安騎夫、全編曲: レベッカ。 |                                |                   |            |      |
| #                                                                 | タイトル                       | 作詞              | 作曲・編曲 | 時間 |
| 1.                                                                | 「POISON MIND」                | NOKKO（#5を除く） | 土橋安騎夫 | 4:44 |
| 2.                                                                | 「MOON」                       | NOKKO（#5を除く） | 土橋安騎夫 | 4:45 |
| 3.                                                                | 「真夏の雨」                   | NOKKO（#5を除く） | 土橋安騎夫 | 6:32 |
| 4.                                                                | 「TENSION LIVING WITH MUSCLE」 | NOKKO（#5を除く） | 土橋安騎夫 | 4:53 |
| 5.                                                                | 「DEAD SLEEP」(Instrumental)   | NOKKO（#5を除く） | 土橋安騎夫 | 3:55 |
| 6.                                                                | 「KILLING ME WITH YOUR VOICE」 | NOKKO（#5を除く） | 土橋安騎夫 | 5:07 |
| 7.                                                                | 「NERVOUS BUT GLAMOROUS」      | NOKKO（#5を除く） | 土橋安騎夫 | 4:42 |
| 8.                                                                | 「CHERRY SHUFFLE」             | NOKKO（#5を除く） | 土橋安騎夫 | 4:30 |
| 9.                                                                | 「TROUBLE OF LOVE」            | NOKKO（#5を除く） | 土橋安騎夫 | 4:22 |
| 10.                                                               | 「OLIVE」                      | NOKKO（#5を除く） | 土橋安騎夫 | 5:38 |
| 合計時間:                                                         | 合計時間:                      | 49:08             |            |      |

## 参加ミュージシャン
| REBECCA - NOKKO : Vocal & Chorus - akio DOBASHI : Synthesizers & Programming, Chorus - noriyuki TAKAHASHI : Bass & Programming, Chorus - yutaka ODAWARA : Drums | ADDITIONAL MUSICIANS - koichi KORENAGA : Guitars, Chorus - obao NAKAZIMA : Percussions - jeff SMITH : Saxophone - SAITO NEKO QUARTETTO - neko SAITO : 1st Violin (from Killingtime) - great EIDA : 2nd Violin (from Great Eida Strings) - yuji YAMADA : Viola (from NHK Symphony Orchestra) - ryoichi FUJIMORI : Cello (from NHK Symphony Orchestra) |

## メディアでの使用
| # | 曲名                      | タイアップ                         | 出典 |
| - | ------------------------- | ---------------------------------- | ---- |
| 7 | 「NERVOUS BUT GLAMOROUS」 | ソニー ミニコンポ“Liberty”CMソング |      |